# Spodnji Žerjavci
Spodnji Žerjavci so naselje v Občini Lenart.
Spodnji Žerjavci ležijo po večini vrh slemena med dolinama potokov Velke na zahodu in Ročice na vzhodu. Na vrhu slemena sta tudi bolj strnjena zaselka Kobilje in Cenkova. Tu prevladujejo njive in sadovnjaki, na osojah in strmejših delih pobočij pa gozdovi. Glavna kmetijska panoga je živinoreja.